# یواس‌اس ایبکس (۱۸۶۳)
یواس‌اس ایبکس (۱۸۶۳) (به انگلیسی: USS Ibex (1863)) یک کشتی بود که طول آن ۱۵۷ فوت (۴۸ متر) بود. این کشتی در سال ۱۸۶۳ ساخته شد.